# Joaquín González García
Joaquín González García (Méntrida, Toledo, 29 de marzo de 1860 - Madrid, 1944) catedrático  y veterinario. Padre de Rafael González Álvarez.

## Biografía
De familia muy humilde, estudió la carrera en la Escuela de Veterinaria de Madrid, que terminó en 1883. En 1884 fue nombrado Inspector de Carnes de su villa natal, Méntrida (Toledo). Al año siguiente (1885), por oposición, accedió al puesto de Disector Anatómico de la Escuela de Veterinaria de Córdoba, y en 1890 obtuvo la cátedra de Anatomía de la Escuela de Veterinaria de León. En León fue donde publicó sus obras Anatomía descriptiva veterinaria (1894) y Anatomía comparada de los animales domésticos (1900). Allí también desempeño varios cargos oficiales, entre ellos el de Inspector provincial de Higiene pecuaria de León, cargo para el que fue nombrado en 1908.  En 1910, también por oposición, pasó a la cátedra en la Escuela de Veterinaria de Zaragoza. En una reunión de la Junta de este centro en 1912 propuso adquirir obras de Teratología para atender a las exigencias de las nuevas enseñanzas; durante los tres años que estuvo en el Claustro “hizo una gran labor docente, publicando en el año de su marcha, la obra Elementos de Teratología Veterinaria, primera que de esta materia se publicaba en nuestro país, que sirvió para el estudio de esta asignatura incorporada al nuevo plan de estudios de 1912." 
En 1913, ocupó la cátedra de Anatomía y Embriología de la Escuela de Veterinaria de Madrid, que desempeñó hasta su jubilación en 1930. “Dotado de notables cualidades docentes, pertenecía a una generación de anatómicos veterinarios forjada en el rudo trabajo de la sala de disección. Ilustró sus obras con unos grabados de un auténtico realismo obtenidos en la sala de anatomía, y muchas generaciones de veterinarios recordaban sus lecciones como un modelo de claridad expositiva. La Anatomía ejercía sobre su espíritu una atracción singular y sentía la dicha que proporciona la posesión de ese engranaje maravilloso de piezas que es la máquina animal. Creó el Museo de Teratología y Anatómico en la Escuela de Madrid."
Su villa natal de Méntrida le dedicó una calle y le tributó un homenaje el 7 de septiembre de 1927, que agradeció con un discurso (Zaragoza, Imprenta del Hospicio provincial, 1927)

## Obras
- Generalidades de Anatomía descriptiva veterinaria, León, Imprenta Herederos de A. González, 1894.
- Anatomía comparada de los animales domésticos, León, Imprenta de Herederos de A. González, 1900.
- Elementos de Teratología Veterinaria, Zaragoza, Imprenta G. Casañal, 1913.
- Arquitectura esqueletológica, Revista de Veterinaria, 1 (12), 1927, págs..372-375.
- Elementos de Teratología del hombre y de los animales domésticos (3ª ed. ampliada y corregida de la anterior en colaboración de Rafael González Álvarez), La Académica, Zaragoza, 1929.
- Programa de Anatomía Comparada de los Animales Domésticos (Anatomía descriptiva), Zaragoza, Imprenta del Hospicio Provincial, 1927, (3ª ed. La Académica, Zaragoza, 1929 en colaboración con Rafael González Álvarez).